# Lijst van burgemeesters van Andel
Dit is een lijst van burgemeesters van de voormalige Nederlandse gemeente Andel tot die gemeente op 1 januari 1973 opging in de gemeente Woudrichem.
| Ambtsperiode | Naam burgemeester         | Partij of stroming | Bijzonderheden                                                                |
| ------------ | ------------------------- | ------------------ | ----------------------------------------------------------------------------- |
| ??           | ??                        |                    |                                                                               |
| 18?? - 1841  | G. den Dekker             |                    | (maire?) / schout / burgemeester                                              |
| 1841 - 1852  | C. van Andel Cz.          |                    |                                                                               |
| 1852 - 1860  | S. Naaijen                |                    | tevens burgemeester van Giessen en Rijswijk (NB)                              |
| 1860 - 1879  | A. Mijnlieff Azn.         |                    |                                                                               |
| 1879 - 1914  | Jan Hendrik van Ouwerkerk |                    | tevens burgemeester van Giessen en Rijswijk                                   |
| 1914 - 1939  | A.D. van der Schans       |                    | tevens burgemeester van Giessen en Rijswijk                                   |
| 1940 - 1963  | Gerrit Adriaan Bax        |                    | tevens burgemeester van Giessen en Rijswijk, later burgemeester van Werkendam |
| 1964 - 1973  | Jan Nico Scholten         | ARP                | tevens burgemeester van Giessen en Rijswijk                                   |